# イーリング区
イーリング・ロンドン自治区 (イーリング・ロンドンじちく、英: London borough of Ealing、 発音) は、イギリスのロンドン西部に位置する自治区で、アウター・ロンドンを構成する区の一つ。1963年ロンドン政府法により設置された :5 。

## 概要
イーリング特別区には企業の駐在員などの日本人が多く居住している為、周辺には日本料理レストランや日本食材店などが多く見られるほか、ウェスト・アクトン地区にはロンドン日本人学校 (The Japanese School) も存在するなど、日本人コミュニティないし日本人街が発達している。
歴史ある映画スタジオのイーリング・スタジオがあるイーリング、ハンウェル、アクトン、ノーソルト、グリーンフォード、またインド人街であるサウスオールが区内に所在する。

## 地理
西部はヒリンドン区、北部はハーロウ区、東北部はブレント区、東南部はハマースミス・アンド・フラム区、南部はハウンズロー区と隣接する。
1963年ロンドン政府法により1965年に、旧ミドルセックス州（1965年に消滅）のミューニシパル・バラ・オブ・イーリング、ミューニシパル・バラ・オブ・サウソール、およびミューニシパル・バラ・オブ・アクトンの3つの自治体が合併して誕生した。
区域のうち330haはメトロポリタン・グリーン・ベルトに指定されている。

## 地区
- アクトン
- イースト・アクトン（英語版） (一部はハマースミス・アンド・フラム・ロンドン特別区の区域)
- イーディング（英語版） (一部はヒリンドン・ロンドン特別区の区域)
- イーリング
- ウェスト・アクトン（英語版）
- ウェスト・イーリング（英語版）
- グリーンフォード（英語版）
- サウス・アクトン（英語版）
- サウスオール（英語版）
- ドーマーズ・ウェルズ（英語版）
- ノーウッド・グリーン（英語版）
- ノース・アクトン（英語版）
- ノーソルト（英語版）
- パーク・ロイヤル（英語版） (一部はブレント・ロンドン特別区の区域)
- ハンウェル（英語版）
- ベッドフォード・パーク（英語版）
- ペリヴェール（英語版）

## ナショナル・レールとロンドン地下鉄の駅
- アクトン・セントラル駅
- アクトン・タウン駅
- アクトン・メイン・ライン駅
- イーリング・コモン駅
- イーリング・ブロードウェイ駅
- ウェスト・アクトン駅
- ウェスト・イーリング駅
- キャッスル・バー・パーク駅
- グリーンフォード駅
- サウス・アクトン駅
- サウス・イーリング駅
- サウスオール駅
- サウス・グリーンフォード駅
- サドベリー・タウン駅
- サドベリー・ヒル駅
- チジック・パーク駅
- ドレイトン・グリーン駅
- ノース・アクトン駅
- ノース・イーリング駅
- ノースフィールズ駅
- ノーソルト駅
- ノーソルト・パーク駅
- ハンウェル駅
- ハンガー・レーン駅
- パーク・ロイヤル駅
- パーリバル駅
- ボストン・マナー駅

## 姉妹都市
- ビエラニー区（英語版） (ポーランド ワルシャワ市)[5]
- マルク＝アン＝バルール (フランス ノール＝パ・ド・カレー地域圏 ノール県)[5]
- シュタインフルト郡 (ドイツ ノルトライン＝ヴェストファーレン州)[5]

## 関係者
出身者
- サー・ラザフォード・オールコック - 医師、外交官。駐清国領事、初代駐日本国総領事・同公使。著書に『大君の都』。
- トマス・ヘンリー・ハクスリー - 生物学者
- ブランチ・ビングリー - 20世紀初頭の女子テニス選手
- シャーロット・クーパー　20世紀初頭の女子テニス選手
- ドロテア・ダグラス・チェンバース - 20世紀初頭の女子テニス選手
- ピート・タウンゼント - 「ザ・フー」ギタリスト、ミュージシャン
- リック・ウェイクマン - ミュージシャン、作曲家
- ミッチ・ミッチェル - ドラマー、ミュージシャン
- スティーブ・ペリマン - サッカー選手、元イングランド代表、元清水エスパルス・柏レイソル監督
- ポール・マグラー - サッカー選手、元アイルランド代表
- グリンダ・チャーダ - インド系女性映画監督
- エラ・エア（英語版） - R&B女性ミュージシャン

居住その他ゆかりある人物
- ジェイ・ケイ - ミュージシャン。「ジャミロクワイ」のリーダー兼ボーカル。1984年頃から1992歳頃までイーリングに居住。
- カレン・ケイ - ジャズシンガー。ジェイ・ケイの母親。1984年頃からイーリングに居住。
- ウォリス・ブキャナン - ディジュリドゥ奏者。「ジャミロクワイ」の元メンバー。10代や20代の頃イーリングに居住。